# Scranciola terminalis
Scranciola terminalis är en fjärilsart som beskrevs av Sergius G. Kiriakoff 1979. Scranciola terminalis ingår i släktet Scranciola och familjen tandspinnare. Inga underarter finns listade.